# لی بلر
لی بلر (انگلیسی: Lee Blair؛ ۱ اکتبر ۱۹۱۱ – ۱۹ آوریل ۱۹۹۳) نقاش و هنرمند اهل ایالات متحده آمریکا بود.
از افتخارات وی میتوان به کسب مدال طلا نقاشی آبرنگ و طراحی در بخش مسابقات هنری بازی‌های المپیک تابستانی ۱۹۳۲ اشاره کرد.